# Mastododera transversalis
Mastododera transversalis är en skalbaggsart som beskrevs av Leon Fairmaire 1889. Mastododera transversalis ingår i släktet Mastododera och familjen långhorningar.
Artens utbredningsområde är Madagaskar. Inga underarter finns listade i Catalogue of Life.